# Les Films du losange
Les Films du losange es una conocida productora audiovisual y cinematográfica fundada en 1962 por Barbet Schroeder y Éric Rohmer.  La empresa financió y distribuyó numerosas películas de la nouvelle vague francesa, dirigidas por Rohmer, Schroeder, Roger Planchon, Jacques Rivette y, más tarde, de directores como Michael Haneke y Jacques Doillon .
En enero de 2022, Les Films du losange adquirió el catálogo del director francés Jean Eustache. 

## Filmografía
| Año  | Título                               | Director              |
| ---- | ------------------------------------ | --------------------- |
| 1959 | Le Signe du Lion                     | Éric Rohmer           |
| 1962 | La panadera de Monceau               | Éric Rohmer           |
| 1963 | La carrera de Suzanne                | Éric Rohmer           |
| 1967 | La coleccionista                     | Éric Rohmer           |
| 1969 | Mi noche con Maud                    | Éric Rohmer           |
| 1969 | More                                 | Barbet Schroeder      |
| 1970 | La rodilla de Clara                  | Éric Rohmer           |
| 1972 | El amor después del mediodía         | Éric Rohmer           |
| 1972 | El valle                             | Barbet Schroeder      |
| 1974 | Celine y Julie van en barco          | Jacques Rivette       |
| 1974 | General Idi Amin Dada                | Barbet Schroeder      |
| 1976 | La marquesa de O                     | Éric Rohmer           |
| 1976 | Maîtresse                            | Barbet Schroeder      |
| 1978 | Perceval le Gallois                  | Éric Rohmer           |
| 1978 | Koko, le gorille qui parle           | Barbet Schroeder      |
| 1981 | La Femme de l'aviateur               | Éric Rohmer           |
| 1981 | Le Pont du Nord                      | Jacques Rivette       |
| 1982 | La buena boda                        | Éric Rohmer           |
| 1982 | Lettres d'amour en Somalie           | Frédéric Mitterrand   |
| 1983 | Pauline en la playa                  | Éric Rohmer           |
| 1984 | Las noches de la luna llena          | Éric Rohmer           |
| 1984 | Un amour de Swann                    | Volker Schlöndorff    |
| 1984 | Tricheurs                            | Barbet Schroeder      |
| 1986 | El rayo verde                        | Éric Rohmer           |
| 1987 | L'Ami de mon amie                    | Éric Rohmer           |
| 1987 | 4 Aventures de Reinette et Mirabelle | Éric Rohmer           |
| 1989 | Noce blanche                         | Jean-Claude Brisseau  |
| 1990 | Cuento de primavera                  | Éric Rohmer           |
| 1990 | Europa Europa                        | Agnieszka Holland     |
| 1992 | Cuento de invierno                   | Éric Rohmer           |
| 1996 | Cuento de verano                     | Éric Rohmer           |
| 1996 | Le Bel Été 1914                      | Christian de Chalonge |
| 1998 | Conte d'automne                      | Éric Rohmer           |
| 1998 | Lautrec                              | Roger Planchon        |
| 1999 | Pan Tadeusz                          | Andrzej Wajda         |
| 2000 | La vierge des tueurs                 | Barbet Schroeder      |
| 2000 | La saison des hommes                 | Moufida Tlatli        |
| 2005 | fr                                   | Michel Deville        |
| 2005 | Caché                                | Michael Haneke        |
| 2008 | La fabrique des sentiments           | Jean-Marc Moutout     |
| 2011 | De bon matin                         | Jean-Marc Moutout     |
| 2012 | Holy Motors                          | Leos Carax            |
| 2013 | Nymphomaniac                         | Lars von Trier        |
| 2014 | Clouds of Sils Maria                 | Olivier Assayas       |
| 2020 | My Best Part (Garçon chiffon)        | Nicolas Maury         |
| 2023 | La bestia en la jungla               | Patric Chiha          |
| 2024 | Dahomey                              | Mati Diop             |